# Chrysopa corsica
Chrysopa corsica is een insect uit de familie van de gaasvliegen (Chrysopidae), die tot de orde netvleugeligen (Neuroptera) behoort. 
Chrysopa corsica is voor het eerst wetenschappelijk beschreven door Hagen in 1864. Het taxon geldt echter als een nomen dubium.